# 和久正辰

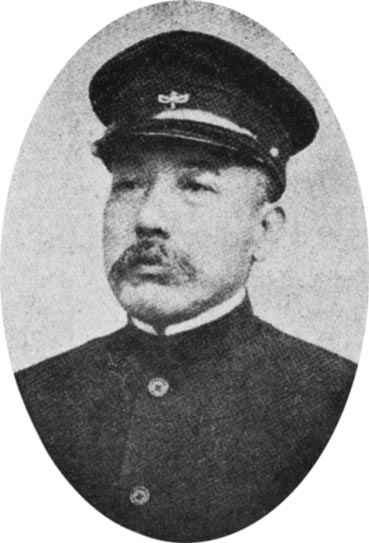
和久正辰

和久 正辰（わく まさたつ、1852年7月 - 1934年11月）は日本の武士。教育学者、理学者。秋山好古を陸軍士官学校へ導いた人物とされる。

## 来歴
松山で生まれる。慶應義塾で福澤諭吉に学び、愛知県立名古屋師範学校付属小学校の教頭を務める。
その後は1879年から1884年まで宮城師範学校の校長を務め、その後東京府立師範学校校長。
理学に明るく、1887年に著書「理科教授法」を出版している。また心理学にも精通していた。

### 略歴
- 1852年 伊予松山藩士の家に生まれる。
- 1864年 明教館で漢字を学ぶ。
- 1868年 松山蛮書和解御用で英語を学ぶ
- 1869年 藩命で慶應義塾に入学。英語を学ぶ
- 1872年 同塾を卒業。東京本郷管相義塾で英語教授に就任（同年12月まで）
- 1872年 日新兵事誌杜に入社。その後東京曙新聞に出向
- 1874年 愛知県立名古屋師範学校付属小学校教頭
- 1877年 宮城師範学校校長兼教授
- 1882年 東京府立師範学校校長兼教授
- 1885年 浄土宗大学林教頭兼教授
- 1887年 東京府教育会附属教員伝習所主幹。
- 1897年 休職。
- 1934年 死去。

## 秋山好古との出会い
和久は名古屋師範学校教頭に就任した際、全国の師範学校の在学生の出身藩を調べたところ大阪に同じ松山出身の秋山を見つけ、自ら手紙を書いて秋山を名古屋師範学校教員に招いた。当時17歳の秋山に度々酒を振る舞っていたとされる。